# یواس‌اس گریلگ (ای‌ام-۳۶۴)
یواس‌اس گریلگ (ای‌ام-۳۶۴) (به انگلیسی: USS Graylag (AM-364)) یک کشتی بود که طول آن ۱۸۴ فوت ۶ اینچ (۵۶٫۲۴ متر) بود. این کشتی در سال ۱۹۴۳ ساخته شد.